# هوکو
هوکو (به ژاپنی: 奉公)، به معنی تحت‌الفظی پاداش در قرون وسطی در ژاپن،  یک مفهوم یا عنصر تشکیل دهندهٔ رابطهٔ بین یک سامورایی و ارباب وی بود. هوکو یعنی وقف خود به ملت و دربار امپراتوری ژاپن. به نوبه خود، به وقف خود به یک ارباب یا ارباب خاص نیز اشاره دارد.